# Kaliro (quận)
Kaliro là một quận ở vùng Đông của Uganda.

## Địa lý
Quận Kaliro giáp với các quận Serere về phía bắc, Pallisa về phía đông bắc, Namutumba về phía đông nam, Iganga về phía nam, Luuka về phía tây nam và Buyende về phía tây bắc. Trung tâm hành chính của quận cách thị trấn Iganga khoảng 40 kilômét (25 mi) về phía bắc.

## Nhân khẩu
Dưới đây là dân số quận Kaliro qua các năm:
| 1991    | 2002    | 2012    | Nguồn |
| ------- | ------- | ------- | ----- |
| 105.100 | 154.700 | 216.500 | [ 2 ] |